# Kilbourne (Ohio)
Kilbourne é um lugar designado pelo censo localizado no condado de Delaware no estado estadounidense de Ohio. No Censo de 2010 tinha uma população de 139 habitantes e uma densidade populacional de 119,53 pessoas por km².

## Geografia
Kilbourne encontra-se localizado nas coordenadas 40° 19′ 56″ N, 82° 57′ 33″ O. Segundo a Departamento do Censo dos Estados Unidos, Kilbourne tem uma superfície total de 1.16 km², da qual 1.16 km² correspondem a terra firme e (0%) 0 km² é água.

## Demografia
Segundo o censo de 2010, tinha 139 pessoas residindo em Kilbourne. A densidade populacional era de 119,53 hab./km². Dos 139 habitantes, Kilbourne estava composto pelo 97.84% brancos, o 0% eram afroamericanos, o 0.72% eram amerindios, o 0% eram asiáticos, o 0% eram insulares do Pacífico, o 0.72% eram de outras raças e o 0.72% pertenciam a duas ou mais raças. Do total da população o 0% eram hispanos ou latinos de qualquer raça.